# Nazionale maschile di beach soccer dell'Algeria
La nazionale di beach soccer dell'Algeria rappresenta l’Algeria nelle competizioni internazionali di beach soccer.

## Rosa
Aggiornata a giugno 2011
| N. |                    | Ruolo | Calciatore            |
| -- | ------------------ | ----- | --------------------- |
| 1  | Algeria (bandiera) | P     | M'hamed Haniched      |
| 2  | Algeria (bandiera) | D     | Tarek Ghoul           |
| 4  | Algeria (bandiera) | D     | Mustapha Maza         |
| 5  | Algeria (bandiera) | C     | Brahim Arafat Mezouar |
| 6  | Algeria (bandiera) | D     | Moulay Haddou         |

| N. |                    | Ruolo | Calciatore          |
| -- | ------------------ | ----- | ------------------- |
| 8  | Algeria (bandiera) | C     | Fayçal Badji        |
| 9  | Algeria (bandiera) | A     | Farid Ghazi         |
| 10 | Algeria (bandiera) | C     | Mohamed Reda Abbaci |
| 11 | Algeria (bandiera) | A     | Fawzi Moussouni     |
| 22 | Algeria (bandiera) | P     | Farid Belmellat     |

Allenatore: Lakhdar Belloumi